# Богдановка (Луганская область)
Богдановка (укр. Богданівка) — село, относится к Славяносербскому району Луганской области Украины. Под контролем самопровозглашённой Луганской Народной Республики.

## География
Село расположено на реке Камышевахе. Соседние населённые пункты: посёлок Криничное на западе, город Стаханов на юго-западе (оба выше по течению Камышевахи); посёлки Червоногвардейское, Яснодольск на юго-востоке, сёла Хорошее на востоке, Петровеньки на северо-востоке, село Бердянка и посёлок Фрунзе на севере, село Весняное, посёлок Тавричанское и город Кировск на северо-западе.

## Население
Население по переписи 2001 года составляло 71 человек.

## Общие сведения
Почтовый индекс — 93723.
Телефонный код — 6473. Занимает площадь 0,46 км². Код КОАТУУ — 4424581403.

## Местный совет
93723, Луганская обл., Славяносербский р-н, с. Весняное, ул. Мира, 2